# Purpuricenus longevittatus
Purpuricenus longevittatus är en skalbaggsart som beskrevs av Maurice Pic 1941. Purpuricenus longevittatus ingår i släktet Purpuricenus och familjen långhorningar. Inga underarter finns listade i Catalogue of Life.